# Algarinejo (kommun)
Algarinejo är en kommun i Spanien.   Den ligger i provinsen Provincia de Granada och regionen Andalusien, i den södra delen av landet, 400 km söder om huvudstaden Madrid. Antalet invånare är 3 029.